# Нежинская улица (Одесса)
Улица Нежинская — улица в Одессе, в историческом центре города, от улицы Новосельского до Тираспольской площади.

## История
На карте города с 1820 года (Овидиопольская). В 1822 году получила название Немецкая, из-за большого количества немцев среди жителей улицы. Примерно с того же времени именуется и современным названием — Нежинская. Такое название улица получила благодаря тому, что на улице поселилось много греков — выходцев из города Нежин. В 1857 году улица указывается как Лютеранская.

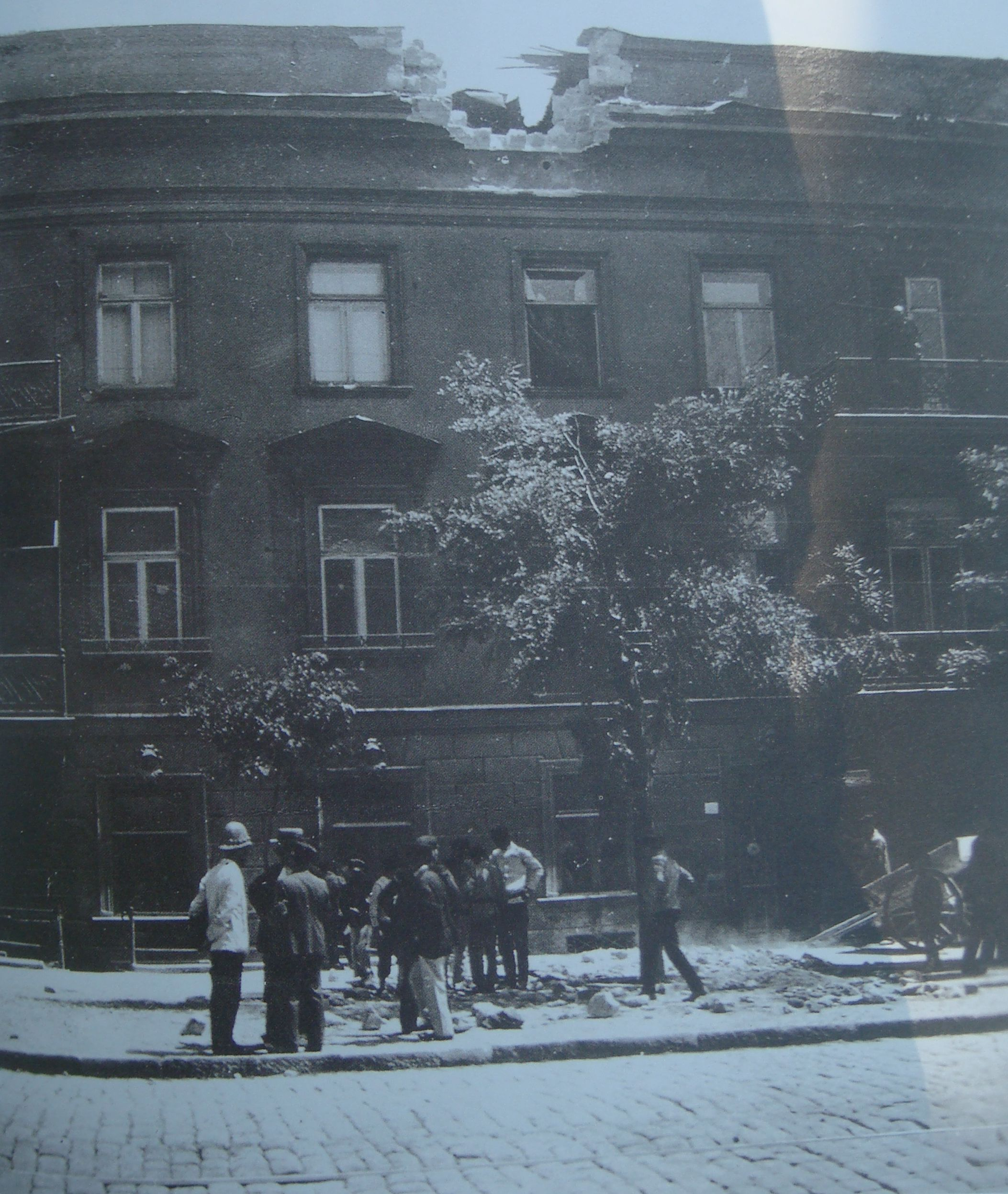
Одним из снарядов, выпущенных броненосцем «Потёмкин», был разрушен чердак доходного дома Фельдмана, улица Нежинская 71, угол Спиридоновской

В 5 часов вечера 16 июня 1905 года Одессу потрясли корабельные орудийные выстрелы, это открыли огонь потемкинцы, решившие устрашить власти. Было сделано три холостых, затем — два боевых выстрела по Воронцовскому дворцу и Городской думе. Однако из-за действий старшего сигнальщика Веденмеера снаряды в цель не попали. Один разорвался на Бугаевской, а другой — в центре города, на углу Спиридоновской и Нежинской улиц.
С установлением советской власти улица была переименована в честь немецкого социал-демократа Франца Меринга.
В 1994 году улице было возвращено название Нежинская.

## Достопримечательности
д. 30 — Доходный дом Михельсона — Щербакова

д. 40 — Дом В. К. Мейера с доходными квартирами. В доме проживал учёный-астроном Алексей Ганский  — кавалер ордена Почётного легиона Фарнции, инициатора создания Симеизского отделения Пулковской обсерватории

д. 56 — Доходный дом Веселовского

д. 58 — Доходный дом М. Сливинского (1899, архитектор Н. И. Гружевский)
Д. 66 - Доходный дом Косаговской 

## Известные жители
д. 42 — учёный-математик Витольд Шмульян
д. 48 — Константин Паустовский